# St. Francis (Dacota do Sul)
St. Francis é uma cidade  localizada no estado americano de Dacota do Sul, no Condado de Todd.

## Demografia
Segundo o censo americano de 2000, a sua população era de 675 habitantes.

## Geografia
De acordo com o United States Census Bureau tem uma área de
0,9 km², dos quais 0,9 km² cobertos por terra e 0,0 km² cobertos por água.

## Localidades na vizinhança
O diagrama seguinte representa as localidades num raio de 28 km ao redor de St. Francis.